# Burgy
Burgy est une commune française située dans le département de Saône-et-Loire, en région Bourgogne-Franche-Comté.
Elle appartient à la communauté de communes Mâconnais-Tournugeois.

## Géographie
Burgy figure parmi les villages viticoles du vignoble mâconnais.

### Communes limitrophes
Les communes limitrophes sont  Lugny, Montbellet, Péronne et Viré.

### Hydrographie
Le principal cours d'eau traversant le territoire de Burgy est le ruisseau de Burgy, affluent de la rive droite de la Bourbonne (dans laquelle ce ruisseau se jette en aval du bourg de Lugny, à proximité du moulin Vallerot).

### Climat
Pour des articles plus généraux, voir Climat de la Bourgogne-Franche-Comté et Climat de Saône-et-Loire.
En 2010, le climat de la commune est de type climat des marges montargnardes, selon une étude du Centre national de la recherche scientifique s'appuyant sur une série de données couvrant la période 1971-2000. En 2020, Météo-France publie une typologie des climats de la France métropolitaine dans laquelle la commune est exposée à un climat semi-continental et est dans la région climatique Bourgogne, vallée de la Saône, caractérisée par un bon ensoleillement (1 900 h/an), un été chaud (18,5 °C), un air sec au printemps et en été et des vents faibles.
Pour la période 1971-2000, la température annuelle moyenne est de 10,9 °C, avec une amplitude thermique annuelle de 17,8 °C. Le cumul annuel moyen de précipitations est de 965 mm, avec 12,1 jours de précipitations en janvier et 7,5 jours en juillet. Pour la période 1991-2020, la température moyenne annuelle observée sur la station météorologique de Météo-France la plus proche, « Jalogny_sapc », sur la commune de Jalogny à 16 km à vol d'oiseau, est de 11,2 °C et le cumul annuel moyen de précipitations est de 873,4 mm. 
La température maximale relevée sur cette station est de 39,6 °C, atteinte le 12 août 2003 ; la température minimale est de −21,6 °C, atteinte le 17 janvier 1985,,.
Les paramètres climatiques de la commune ont été estimés pour le milieu du siècle (2041-2070) selon différents scénarios d'émission de gaz à effet de serre à partir des nouvelles projections climatiques de référence DRIAS-2020. Ils sont consultables sur un site dédié publié par Météo-France en novembre 2022.

## Urbanisme

### Typologie
Au 1er janvier 2024, Burgy est catégorisée commune rurale à habitat dispersé, selon la nouvelle grille communale de densité à sept niveaux définie par l'Insee en 2022.
Elle est située hors unité urbaine. Par ailleurs la commune fait partie de l'aire d'attraction de Mâcon, dont elle est une commune de la couronne,. Cette aire, qui regroupe 105 communes, est catégorisée dans les aires de 50 000 à moins de 200 000 habitants,.

### Occupation des sols
L'occupation des sols de la commune, telle qu'elle ressort de la base de données européenne d’occupation biophysique des sols Corine Land Cover (CLC), est marquée par l'importance des forêts et milieux semi-naturels (53,1 % en 2018), en augmentation par rapport à 1990 (47,4 %). La répartition détaillée en 2018 est la suivante : forêts (53,1 %), cultures permanentes (38,9 %), zones agricoles hétérogènes (8 %). L'évolution de l’occupation des sols de la commune et de ses infrastructures peut être observée sur les différentes représentations cartographiques du territoire : la carte de Cassini (XVIIIe siècle), la carte d'état-major (1820-1866) et les cartes ou photos aériennes de l'IGN pour la période actuelle (1950 à aujourd'hui).

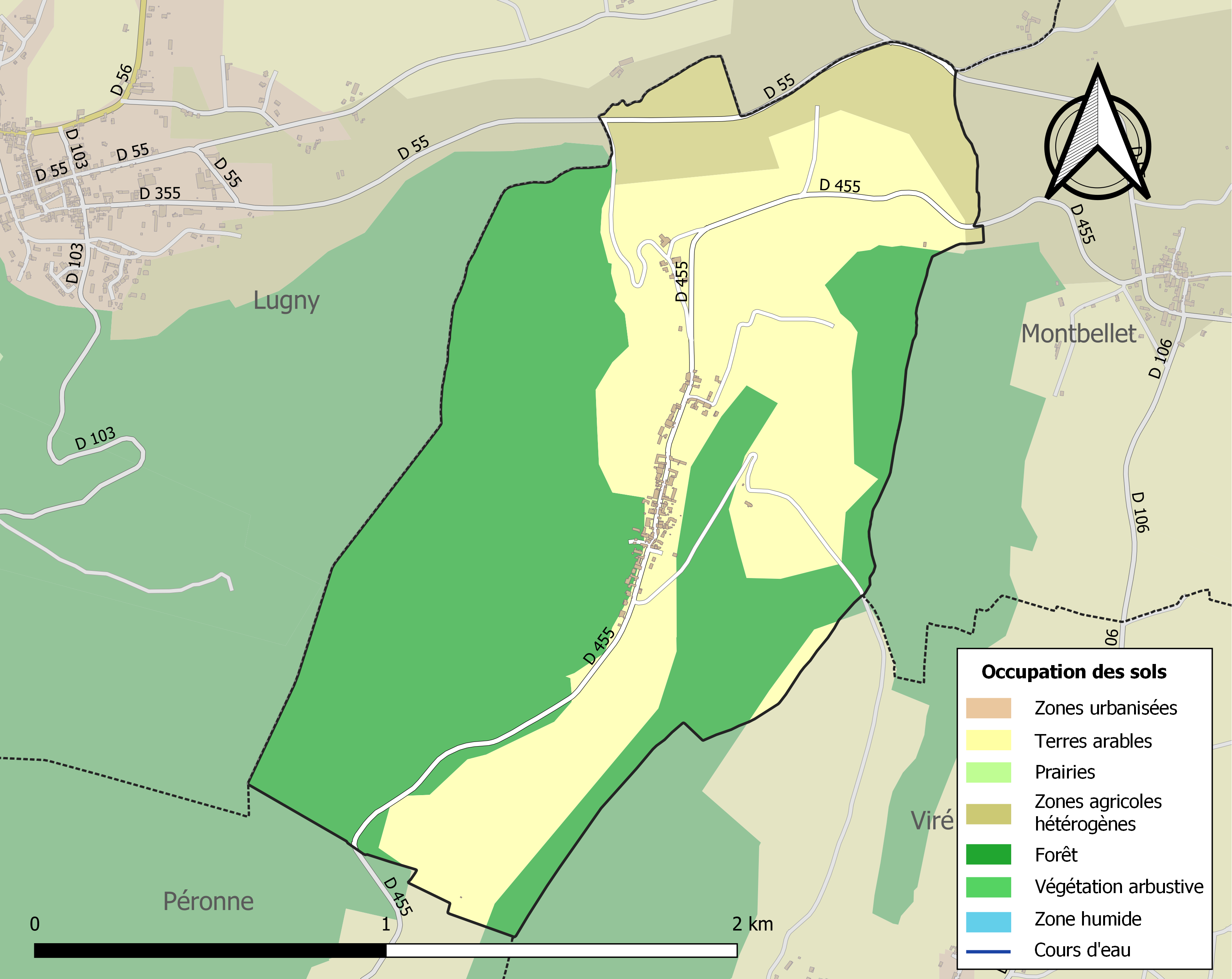
Carte des infrastructures et de l'occupation des sols de la commune en 2018 (CLC).

### Plan local d'urbanisme
L'urbanisme sur le territoire de Burgy est régi par un plan local d'urbanisme intercommunal (PLUi), document d’urbanisme dont le territoire d’effet n'est plus la commune mais la communauté de communes, soit vingt-quatre communes membres réparties sur le Haut-Mâconnais et le Tournugeois.
Ce document stratégique traduit les principes d’aménagement du territoire et constitue un outil réglementaire fixant les règles de construction et d’occupation des sols applicables sur le territoire de l'intercommunalité du Mâconnais-Tournugeois, d'où son contenu : un rapport de présentation retraçant le diagnostic du territoire, un projet d’aménagement et de développement durable (PADD) exposant la stratégie intercommunale, des orientations d'aménagement et de programmation (OAP) définissant les conditions d’aménagements de certains quartiers/ilots (cas particuliers), un règlement fixant les règles d’utilisation et de droit des sols ainsi que des annexes (plan de zonage, liste des servitudes, etc.).
Le PLUi du Mâconnais-Tournugeois, fruit d'un processus lancé par la communauté de communes en 2016, a été définitivement adopté par le conseil communautaire le 21 décembre 2023. Il est entré en vigueur le 12 mars 2024.

## Toponymie

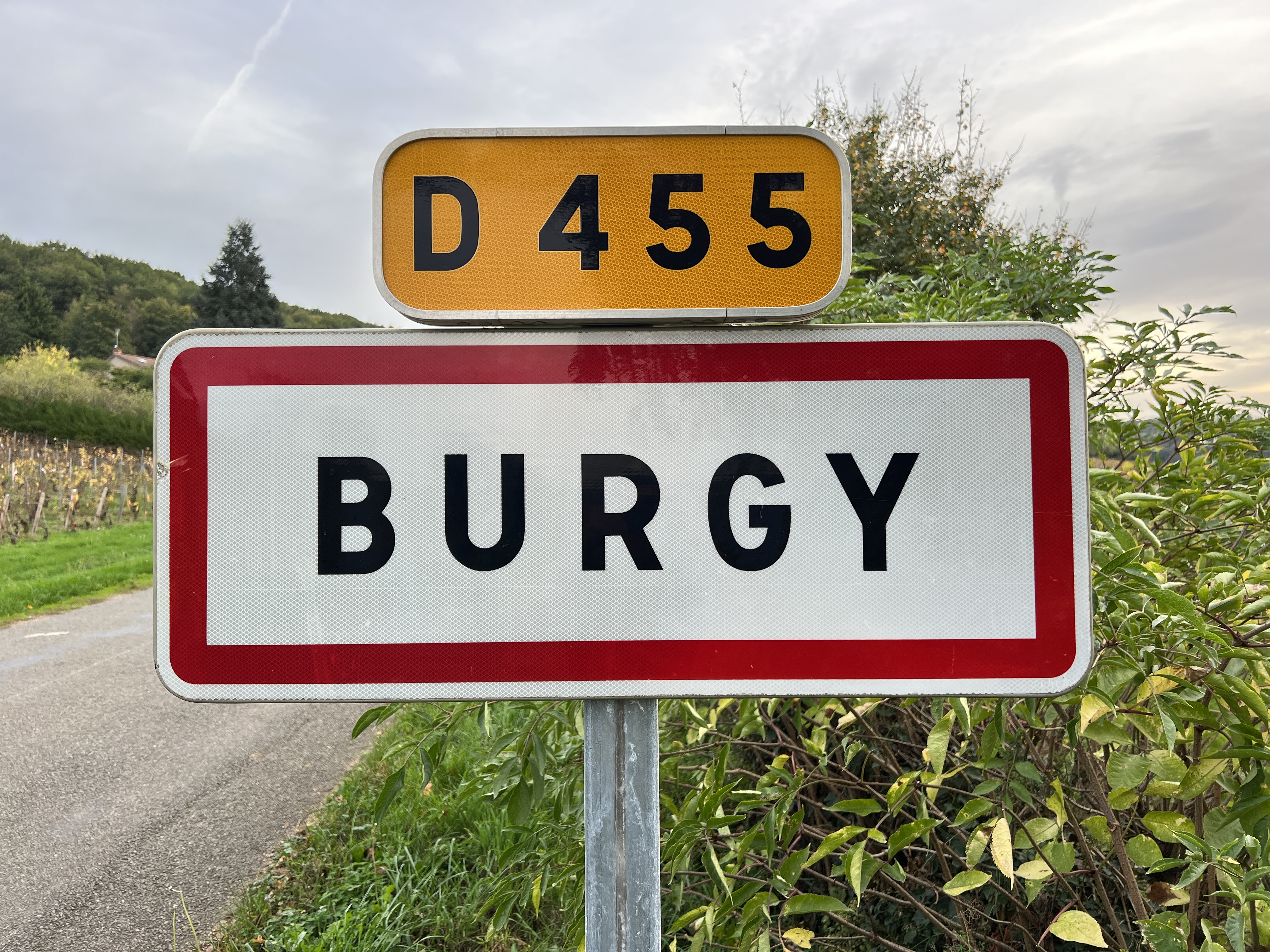
Panneau à l'entrée du village.

## Histoire

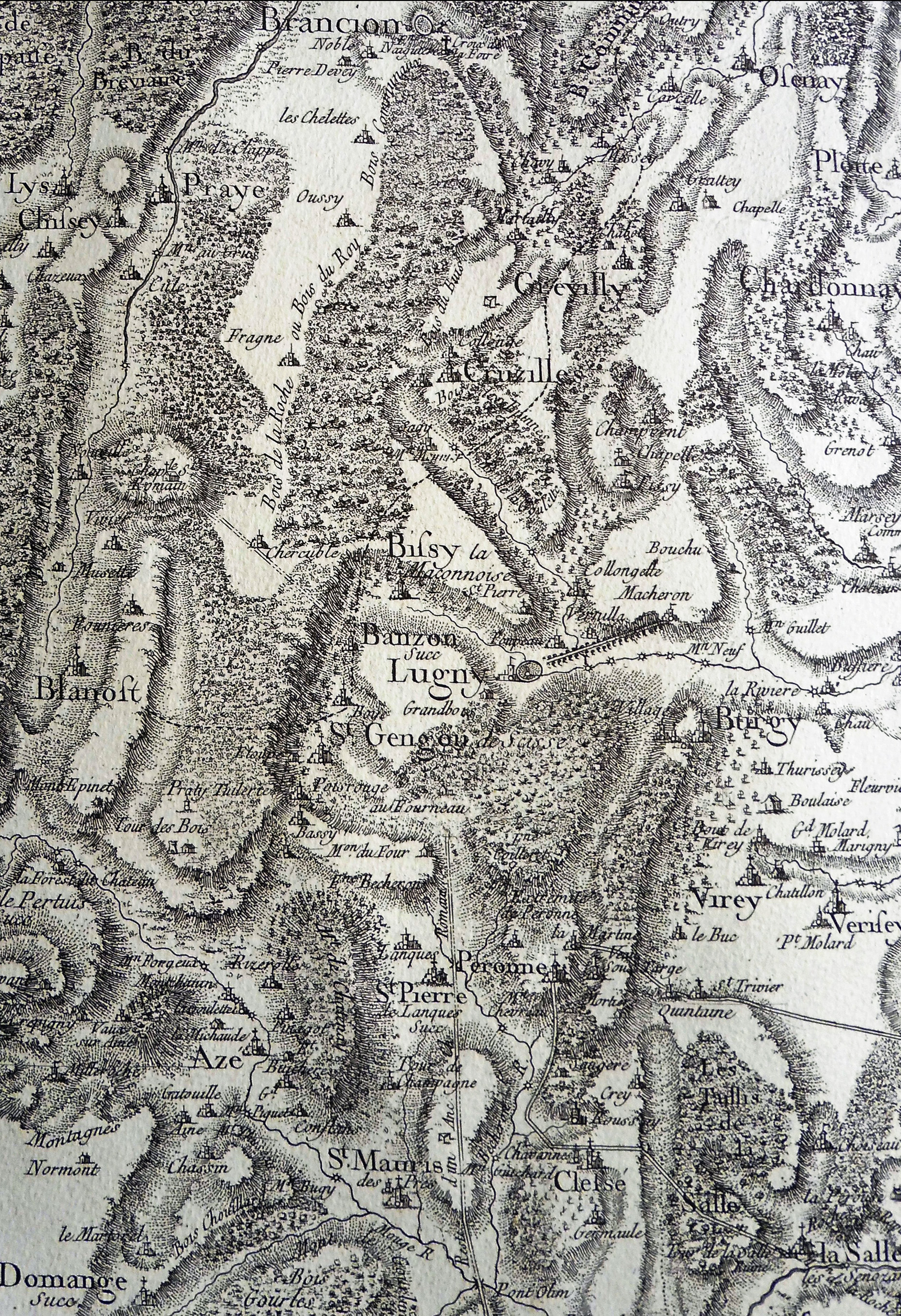
Burgy et les villages du Haut-Mâconnais en 1759, d'après la carte de Cassini.

En 1513, l'église du lieu dépend de l'abbaye de Cluny, comme en témoigne un cartulaire. Mais en 1628, Burgiac est cité dans un terrier de l'église cathédrale Saint-Vincent de Mâcon.
1715 : Burgy est érigée en cure.
Au milieu du XVIIIe siècle, cette église fut remplacée par une autre, édifiée parmi les maisons du bourg : « En 1730, on commença à bâtir une église auprès des maisons et de la cure ; elle fut achevée en 1740, le tabernacle, le Saint-Sacrement et les fonts baptismaux y furent placés, et toutes les fonctions curiales s'y font. » écrivait le curé de Burgy au milieu du XVIIIe siècle. Il n'en reste aucune trace.
Fin juillet 1789 : épisode de la Grande Peur en Mâconnais. Parmi d'autres brigands arrêtés, le Burgeron Jean Lagadrillère, vigneron, est pendu à Tournus.
1790 : à la création des cantons, la commune de Burgy est rattachée au canton de Lugny, alors composé de douze communes.
Au sortir de la Révolution, Burgy, à l'instar de Bissy-la-Mâconnaise, est rattaché à Lugny pour le culte, et cesse dès lors d'avoir un curé.
Cinq habitants de Burgy trouvèrent la mort au cours de la Première Guerre mondiale et deux pendant la Seconde. Leur nom figure sur le monument aux morts de la commune, élevé à deux pas de l'église du village. Pour la Grande Guerre : Pierre Blanc (tué le 25 août 1914), Léon Fumet (tué le 29 août 1914), Jean-Pierre Guigue (tué le 30 septembre 1917), Joseph Maillard (tué le 19 juin 1918) et Joseph Bouilloud (tué le 4 juin 1918). Pour la Seconde Guerre mondiale : Henri Bernard et Lucien Guérot.
8 janvier 1934 : fondation du Syndicat intercommunal des eaux du Haut-Mâconnais, auquel appartiennent Burgy et neuf autres communes (Lugny, Cruzille, Clessé, Viré, Saint-Maurice-de-Satonnay, Vérizet, Bissy-la-Mâconnaise, Cruzille et Montbellet), rejointes le 16 août 1934 par Plottes, Chardonnay et Uchizy (puis par Farges et Grevilly en 1938 et par Saint-Gengoux-de-Scissé, Azé et Igé après-guerre).
Dans les années qui suivirent la Seconde Guerre mondiale, la maison Letourneau de Burgy (fondée en 1902 et connue sous le nom Les Chais Letourneau) fut l'une des toutes premières de Bourgogne à produire et à commercialiser du vin effervescent (dénommé mousseux, et devenu crémant de Bourgogne en 1975).
1972 : création du Syndicat intercommunal à vocation multiple (SIVOM) du canton de Lugny (siège en mairie de Lugny), auquel adhèrent Burgy et treize autres communes du Haut-Mâconnais, avec pour objet : la couverture des dépenses d'investissement et de fonctionnement du collège de Lugny, la réalisation d'une maison de retraite, la création et le fonctionnement de tous services sociaux (tels que dispensaire, aide à domicile par exemple), la réalisation de travaux d'assainissement, le ramassage d'ordures ménagères et l'entretien de la voirie communale. L'un des premiers gros chantiers de ce syndicat, outre la construction du collège public de Lugny (entré en service en janvier 1977), sera d'entreprendre la mise en œuvre, dès 1974, d'un réseau intercommunal d'assainissement équipé d'une station d'épuration, ceci au profit de six communes (Montbellet, Lugny, Burgy, Cruzille, Bissy-la-Mâconnaise et Saint-Gengoux-de-Scissé), grâce au transport sur 6,5 kilomètres environ, de Lugny au hameau de Saint-Oyen (Montbellet), des eaux usées collectées.
1973 : fermeture de l'école, installée en mairie (les enfants seront désormais scolarisés à Lugny).
Juillet 1995 : Burgy inaugure sa salle communale, installée dans les locaux de l'école fermée vingt-deux ans plus tôt.
1993 : fondation de la communauté de communes du Haut-Mâconnais (avec Lugny pour siège), regroupant sept communes : Bissy-la-Mâconnaise, Burgy, Chardonnay, Cruzille, Grevilly, Lugny et Saint-Gengoux-de-Scissé. À cette première communauté de communes a succédé, le 1er janvier 2003, la communauté de communes du Mâconnais - Val de Saône (siège à Lugny), résultant de la fusion de trois intercommunalités (celles du Haut-Mâconnais, de la Haute-Mouge et du Mâconnais-Val de Saône) et totalisant une population de 7 336 habitants.

## Politique et administration

### Liste des maires

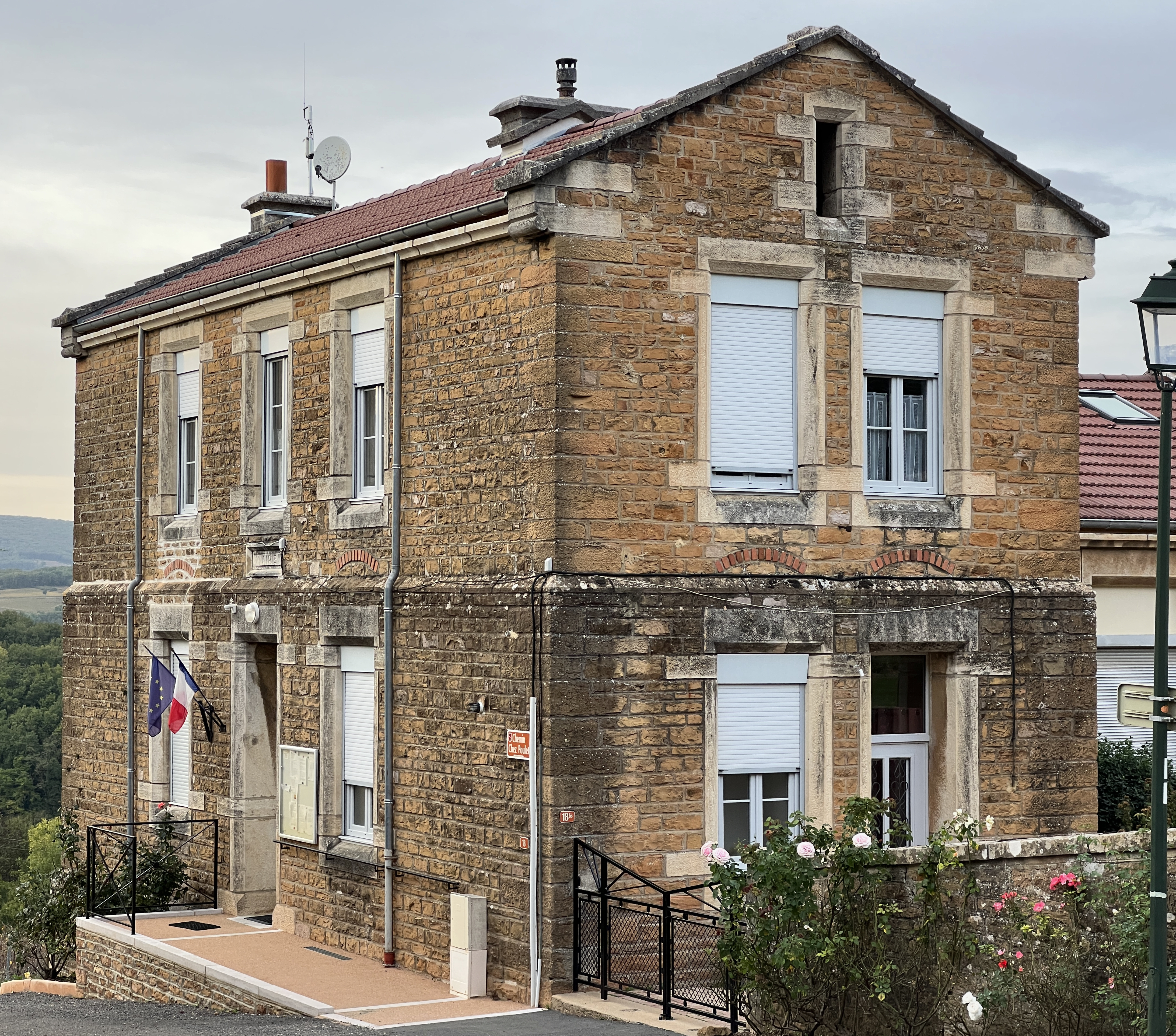
Mairie.

| Période                                  | Période   | Identité          | Étiquette | Qualité |
| ---------------------------------------- | --------- | ----------------- | --------- | --- |
|                                          |           | Claude Letourneau |           | |
| 1953                                     | 1977      | Maurice Colin     |           | Vigneron et agent d'assurances. Entré au conseil municipal en 1945. Né à Saint-Gengoux-de-Scissé le 6 juillet 1906, décédé en décembre 1992. Officier dans l'ordre du Mérite agricole. |
| 1977                                     | mars 1989 | René Gilardon     |           | Viticulteur. Né le 9 avril 1912 à Burgy, décédé en juillet 1990. Élu maire en 1977 après avoir été maire, une première fois, à partir de 1944.                                         |
| 1989                                     | 1993      | Jean Mollard      |           | Entré au conseil municipal en 1965. Décoré de la médaille d'honneur régionale, départementale et communale (argent) en décembre 1997 à Burgy.                                          |
| novembre 1993                            | mars 2014 | Albert Goyard     |           | Réélu en juin 1995. Était entré au conseil municipal en 1971. Décoré de la médaille d'honneur régionale, départementale et communale (argent) en décembre 1997 à Burgy.                |
| mars 2014                                | 2020      | Irène Collanges   |           | |
| 2020                                     | en cours  | Dominique Charnay |           | Vice-président du Syndicat des eaux du Haut-Mâconnais. |
| Les données manquantes sont à compléter. |           |                   |           | |

### Intercommunalité et canton

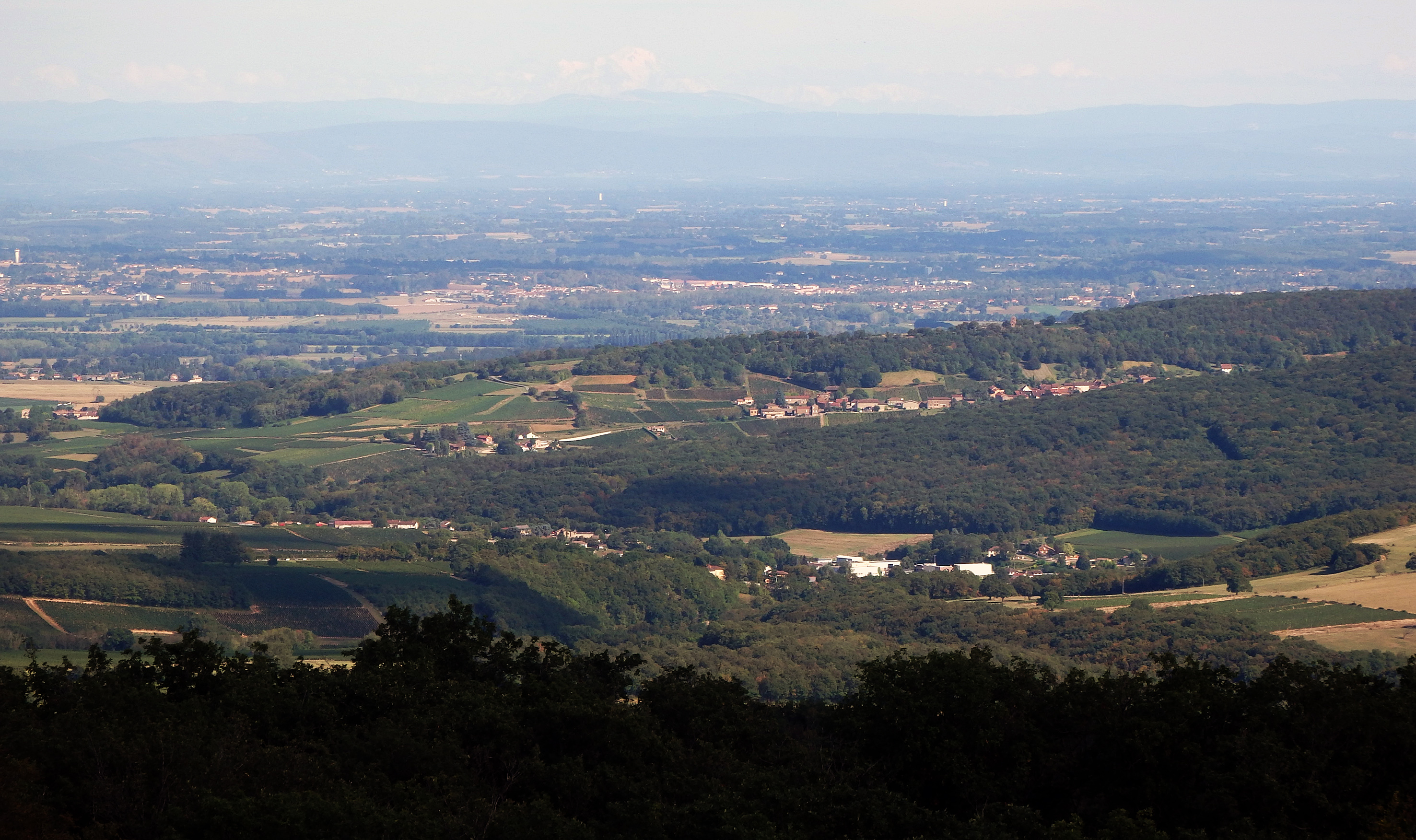
Burgy vu depuis le mont Saint-Romain (587 m). Au premier plan, Lugny, et, au second plan, le Val de Saône, la platitude de la Bresse et les sommets escarpés des Alpes.

#### Intercommunalité
Burgy, après avoir appartenu à la communauté de communes du Mâconnais-Val-de-Saône (siège à Lugny), relève depuis le 1er janvier 2017 de la communauté de communes du Mâconnais-Tournugeois (siège à Tournus), à la suite de la mise en place du nouveau schéma départemental de coopération intercommunale (cette nouvelle communauté résulte de la fusion de deux communautés de communes : la Communauté de communes du Tournugeois qui regroupait douze communes du Tournugeois et la communauté de communes du Mâconnais-Val-de-Saône qui regroupait douze communes du Haut-Mâconnais).
Cette communauté de communes est gérée par un conseil communautaire composé de quarante et un membres représentant chacune des communes adhérentes (et élus pour une durée de six ans), conseil au sein duquel Burgy, à l'instar de toutes les autres communes de l'intercommunalité, dispose d'un représentant unique (exception faite de Lugny, Clessé, Viré et Montbellet représentés par deux délégués et de la ville de Tournus qui en totalise treize).
Depuis 2020 (et jusqu'en 2026), le délégué représentant Burgy au sein de ce conseil communautaire est Dominique Charnay (maire).

#### Canton
Burgy, commune qui relevait du canton de Lugny depuis 1790, appartient depuis 2015 au canton d'Hurigny, à la suite du nouveau découpage territorial de Saône-et-Loire entré en vigueur à l'occasion des élections départementales de 2015 (découpage défini par le décret du 18 février 2014, en application des lois du 17 mai 2013).
Le canton d'Hurigny, tel qu'il se présente depuis cette réforme, est constitué de communes qui appartenaient auparavant à trois anciens cantons : le canton de Lugny (14 communes), le canton de Mâcon-Nord (12 communes) et le canton de Mâcon-Sud (2 communes).

### Sécurité

#### Gendarmerie

L'unité de gendarmerie à laquelle la commune de Burgy est rattachée est la brigade de Lugny.

#### Sapeurs-pompiers
Avec Lugny, Saint-Gengoux-de-Scissé, Bissy-la-Mâconnaise, Cruzille et Grevilly (ainsi que, depuis juin 2023, une partie des villages de Viré et de Montbellet), la commune de Burgy relève du secteur d'intervention des sapeurs-pompiers du centre d'incendie et de secours de Lugny.

## Population et société

### Démographie
L'évolution du nombre d'habitants est connue à travers les recensements de la population effectués dans la commune depuis 1793. Pour les communes de moins de 10 000 habitants, une enquête de recensement portant sur toute la population est réalisée tous les cinq ans, les populations de référence des années intermédiaires étant quant à elles estimées par interpolation ou extrapolation. Pour la commune, le premier recensement exhaustif entrant dans le cadre du nouveau dispositif a été réalisé en 2005.

En 2022, la commune comptait 114 habitants, en évolution de −4,2 % par rapport à 2016 (Saône-et-Loire : −1,06 %, France hors Mayotte : +2,11 %).
| 1793 | 1800 | 1806 | 1821 | 1831 | 1836 | 1841 | 1846 | 1851 |
| ---- | ---- | ---- | ---- | ---- | ---- | ---- | ---- | ---- |
| 240  | 249  | 244  | 379  | 382  | 250  | 242  | 212  | 221  |

| 1856 | 1861 | 1866 | 1872 | 1876 | 1881 | 1886 | 1891 | 1896 |
| ---- | ---- | ---- | ---- | ---- | ---- | ---- | ---- | ---- |
| 206  | 226  | 226  | 252  | 271  | 253  | 220  | 191  | 173  |

| 1901 | 1906 | 1911 | 1921 | 1926 | 1931 | 1936 | 1946 | 1954 |
| ---- | ---- | ---- | ---- | ---- | ---- | ---- | ---- | ---- |
| 192  | 176  | 180  | 180  | 135  | 141  | 126  | 154  | 135  |

| 1962 | 1968 | 1975 | 1982 | 1990 | 1999 | 2005 | 2006 | 2010 |
| ---- | ---- | ---- | ---- | ---- | ---- | ---- | ---- | ---- |
| 135  | 118  | 115  | 98   | 98   | 90   | 101  | 102  | 108  |

| 2015 | 2020 | 2022 | - | - | - | - | - | - |
| ---- | ---- | ---- | - | - | - | - | - | - |
| 117  | 117  | 114  | - | - | - | - | - | - |

### Enseignement

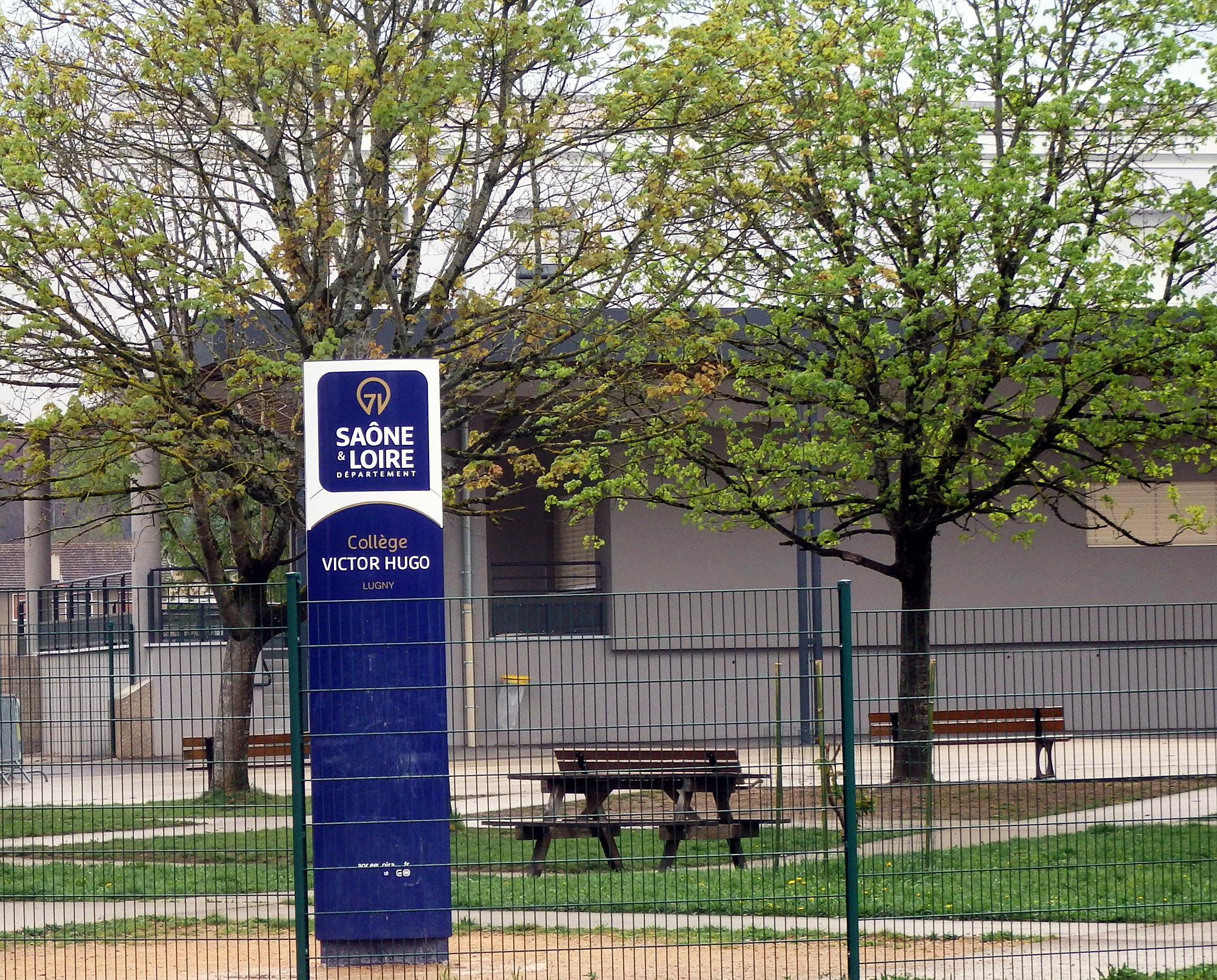
Le collège public Victor-Hugo de Lugny, entré en service en 1977 et dont la carte scolaire s'étend à 19 communes.

Pour l'enseignement secondaire, Burgy, avec dix-huit autres communes, relève de la carte scolaire du collège « Victor Hugo » de Lugny.

### Cultes

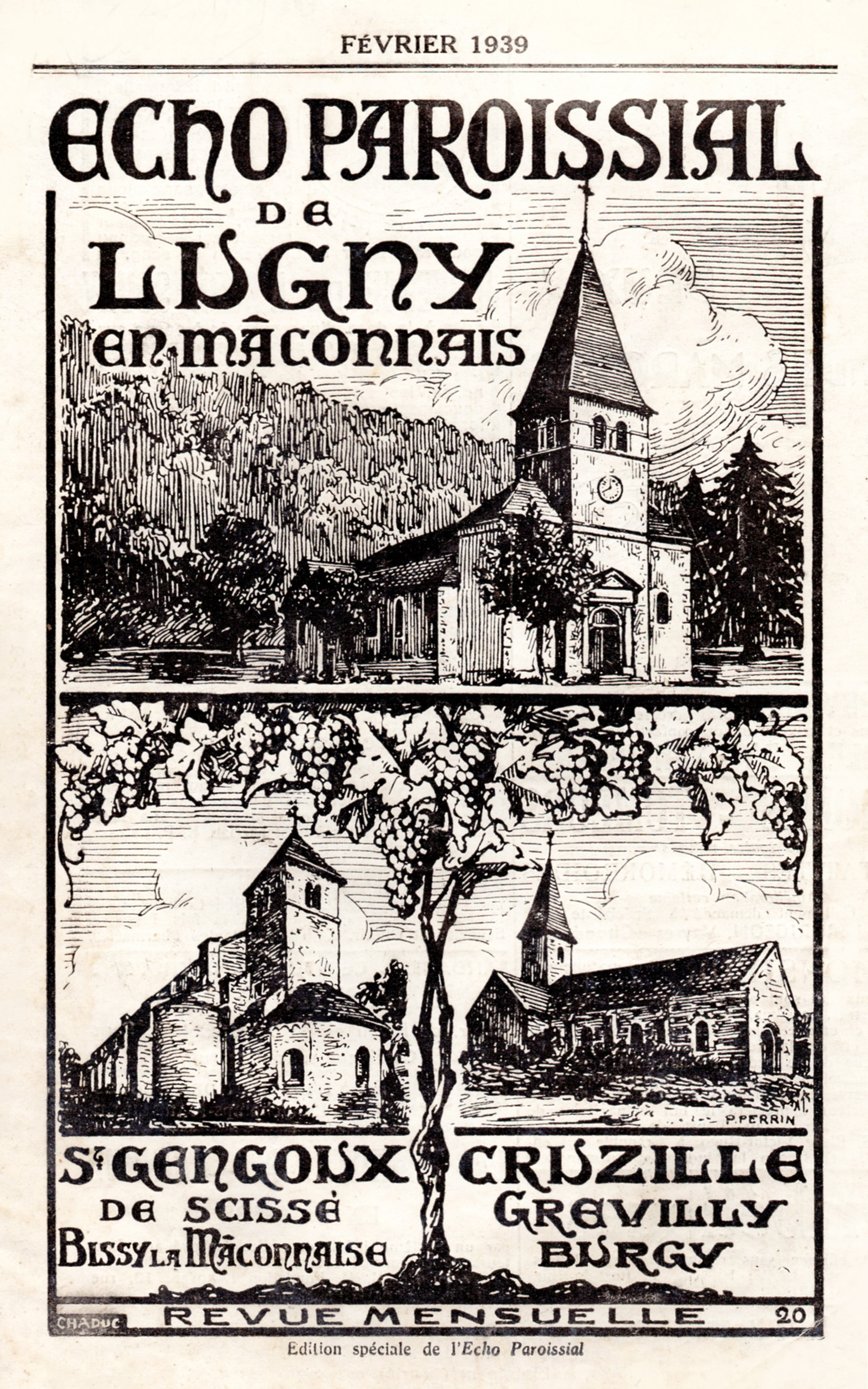

Burgy appartient à l'une des sept paroisses composant le doyenné de Mâcon (doyenné relevant du diocèse d'Autun) : la paroisse Notre-Dame-des-Coteaux en Mâconnais, paroisse qui a son siège à Lugny et qui regroupe la plupart des villages du Haut-Mâconnais.

Les vignobles du Mâconnais.

## Vignoble
Les vendanges sont vinifiées dans les caves coopératives voisines (à la Cave de Lugny, à Viré...) ou par des vignerons indépendants, parmi lesquels figurent :
- les Chais Letourneau, domaine remontant à 1902 (et dont l'histoire s'étale sur quatre générations), précurseur dans les années cinquante dans la vente en bouteilles et l'élaboration du vin pétillant (devenu ultérieurement crémant de Bourgogne) ;
- le domaine de Chervin.

## Culture locale et patrimoine

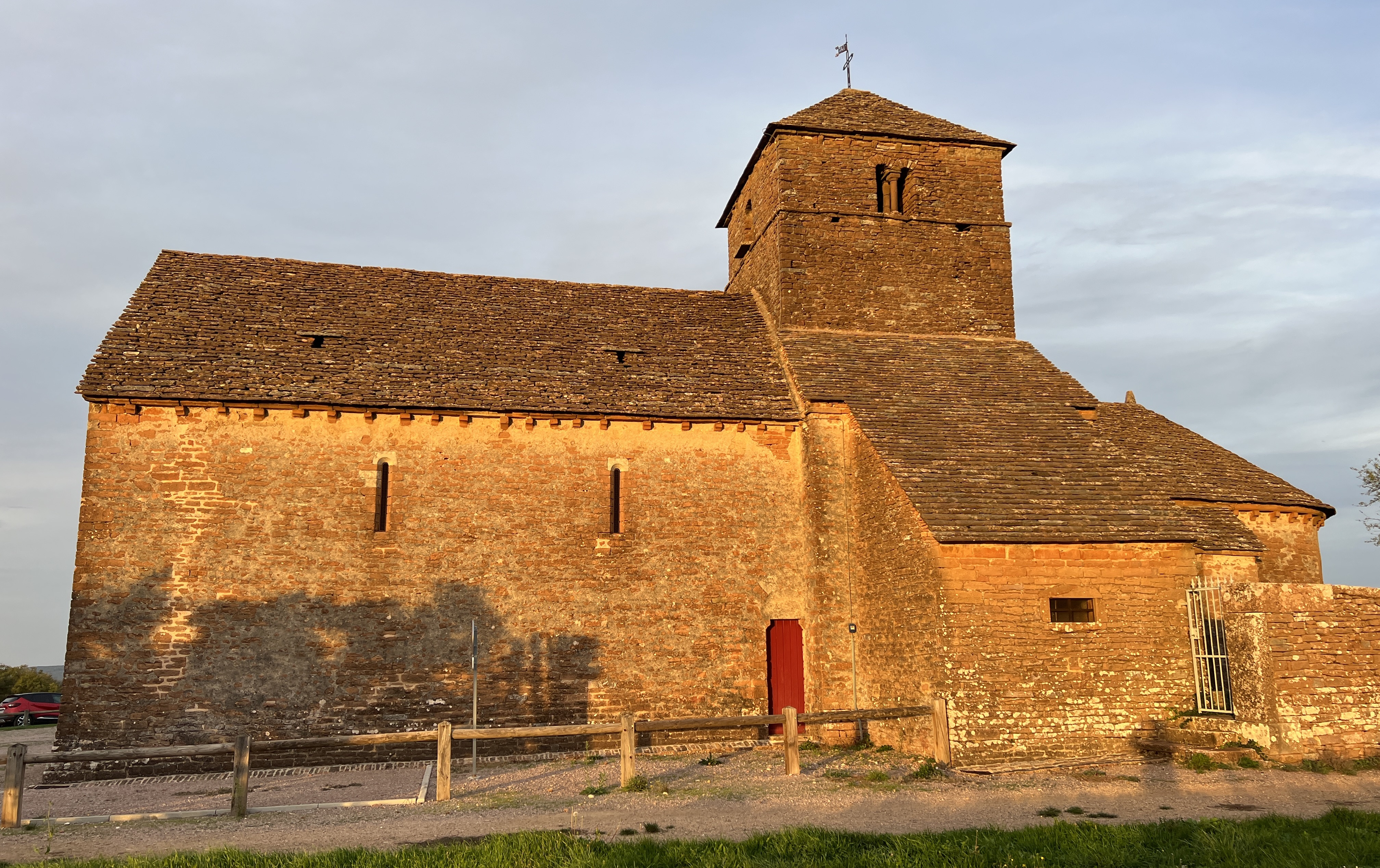
L'église Saint-Jean-Baptiste.

### Lieux et monuments
- L'église Saint-Jean-Baptiste de Burgy. Cette église consiste en un édifice roman couvert de laves. Construite au-dessus du village, à quatre-cents mètres d'altitude, sur la route dite « du Belvédère » donnant à l'est sur la vallée de la Saône puis la plaine de la Bresse et, à l'ouest, sur le vignoble de Lugny et du Haut-Mâconnais.
- Pietà du début du XVIe siècle. Cette sculpture viisible en façade d'une maison du centre du bourg est datée de 1518. Elle est inscrite aux Monuments historiques par arrêté du 31 mars 1932). Sous cette sculpture figure une inscription[Note 4] aujourd'hui difficilement lisible mais pouvant être transcrite comme suit : Tous ceux qui diront dévotement Pater Noster Ave Maria gagneront 40 jours de pardon donnés par (révérend ?) père en dieu monseigneur de Mâcon. Mars l'an MLXXIX (1529)[27].

## Pour approfondir